# 道观河风景旅游区
道觀河風景旅遊區是位於武漢市新洲區東部的一個風景旅遊區，同時是新洲區最著名的旅遊點之一。距離武漢市城區68公里，新洲邾城街辦19.12公里。

## 地理
道觀河風景區位於武漢東郊，東與黃岡接壤，是平原向山區的過渡帶。景區以1956年興建的道觀河水庫為核心，開闢了一系列休閒旅遊設施。

## 旅遊點
- 報恩禪寺：由本煥大師修建，正面臨湖。寺中有一緬甸運來的大佛像，被譽為荊楚第一臥佛

- 將軍山：為武漢是最高點，海拔675米，位於景區東北部。

- 道觀河水庫：水面面積約5平方公里，原為1956年興建的防洪水庫，后改造為景區核心部位，湖中有中華奇石館。